# Кондратович, Эрнест Вячеславович
Кондратович Эрнст Вячеславович — советский и российский архитектор, главный архитектор управления делами Ленинградского обкома КПСС, автор ряда архитектурных и градостроительных проектов в Ленинграде, Ленинградской области и Узбекской ССР (в городе Ташкенте).
Эрнст Кондратович (род. 1936) принадлежит к старшему поколению ленинградских архитекторов. В 1959 г. закончил архитектурный факультет Академии художеств, в 1968-м — аспирантуру при кафедре градостроительства ЛИСИ (инженерно-строительного института). Руководил 11-й мастерской ЛенНИИпроекта, был главным архитектором управления делами Ленинградского обкома КПСС, лауреат премии Совета министров СССР. В постсоветское время — руководитель персональной творческой архитектурной мастерской.
Авторские работы: клиника факультетской хирургии 1-го Ленинградского мединститута, автоматическая междугородняя телефонная станция на Синопской набережной, больница Кировского завода, больница Св. Георгия, Институт скорой помощи, 5 жилых зданий в центральных районах (Шпалерная, 42В; Республиканская улица, 6).
Градостроительные проекты: Кириши; 3 поселка городского типа в Ленинградской области; жилой район в Ташкенте (после землетрясения 1966 г.); набережная Невы, левый берег, между Литейным и Большеохтинским мостами; набережная Невы, правый берег между Большеохтинским мостом и мостом Александра Невского.